# Omarska
Omarska (chirilică: Омарска) este o comună și un orășel, lângă Prijedor, în nord-vestul Bosniei și Herțegovinei. Aici se află o veche mină de fier și o fabrică de prelucrare a minereurilor. În timpul războiului din Bosnia, aici a fost locul lagărului de concentrare din Omarska. 

## Istorie

### Al doilea război mondial
În timpul celui de-al doilea război mondial, la Omarska a avut loc un masacru al civililor sârbi bosniaci.

### Războiul din Bosnia
Tabăra Omarska a fost un lagăr de concentrare condus de forțele sârbe bosniace din Omarska, înființat pentru bărbați și femei bosniaci și croați în timpul masacrului din Prijedor. Funcționând încă din primele luni ale războiului din Bosnia din 1992, acesta a fost unul dintre cele 677 de presupuse centre  de detenție și lagăre înființate în toată Bosnia și Herțegovina în timpul războiului.  Cu toate că nominal ar fi fost un „centru de investigații” sau un „punct de adunare” pentru membrii populației non-sârbe, Human Rights Watch l-a clasificat ca fiind un  lagăr de concentrare.

## Geografie

### Caracteristici principale
Comuna Omarska este formată din orașul Omarska și 10 sate: Petrov Gaj, Kevljani, Lamovita, Bistrica, Verići, Niševići, Gradina, Jelićka, Krivaja și Marićka. Coordonatele sale geografice sunt  44°53'22.00"N și 16°53'43.23"E.. Are o suprafață de 246,73 km² și este situat la 169 de metri deasupra nivelului mării. Temperatura medie (de-a lungul anului) este de +12 grade celsius. Cantitatea anuală medie  a precipitațiilor este de 1200 mm. Pământul Omarskăi este în principal de câmpie, cu 65% terenuri joase și 35% terenuri înalte. 

### Hidrografie
Sistemul fluvial din Omarska este foarte bogat. Pe mijlocul teritoriului Omarska circulă râul Gomjenica, care are o importanță agricolă mare, deoarece traversează cele mai fertile terenuri din această zonă. Gomjenica este confluentă cu râul Sana. Se întâlnește cu Sana la Prijedor.

## Caracteristici demografice

### Populație
Conform recensământului iugoslav din 1971, populația din Omarska era de 19.044 - dintre care 16.084 sârbi, 2.198 musulmani, 376 croați și 433 alții. Densitatea medie a populației orașului a fost de 68 pe km².

### Educație
Există o școală elementară în Omarska, OŠ "Vuk Karadžić", care are aproximativ 800 de elevi. Copiii din Omarska merg de obicei la liceele din Prijedor sau Banjaluka. 

### Sport
Omarska are un club de fotbal, FK Omarska, care concurează în Liga 2-Vest a Republicii Srpska. Željko Buvač s-a născut aici, fost fotbalist, acum asistent manager al Liverpool FC. 

## Galerie

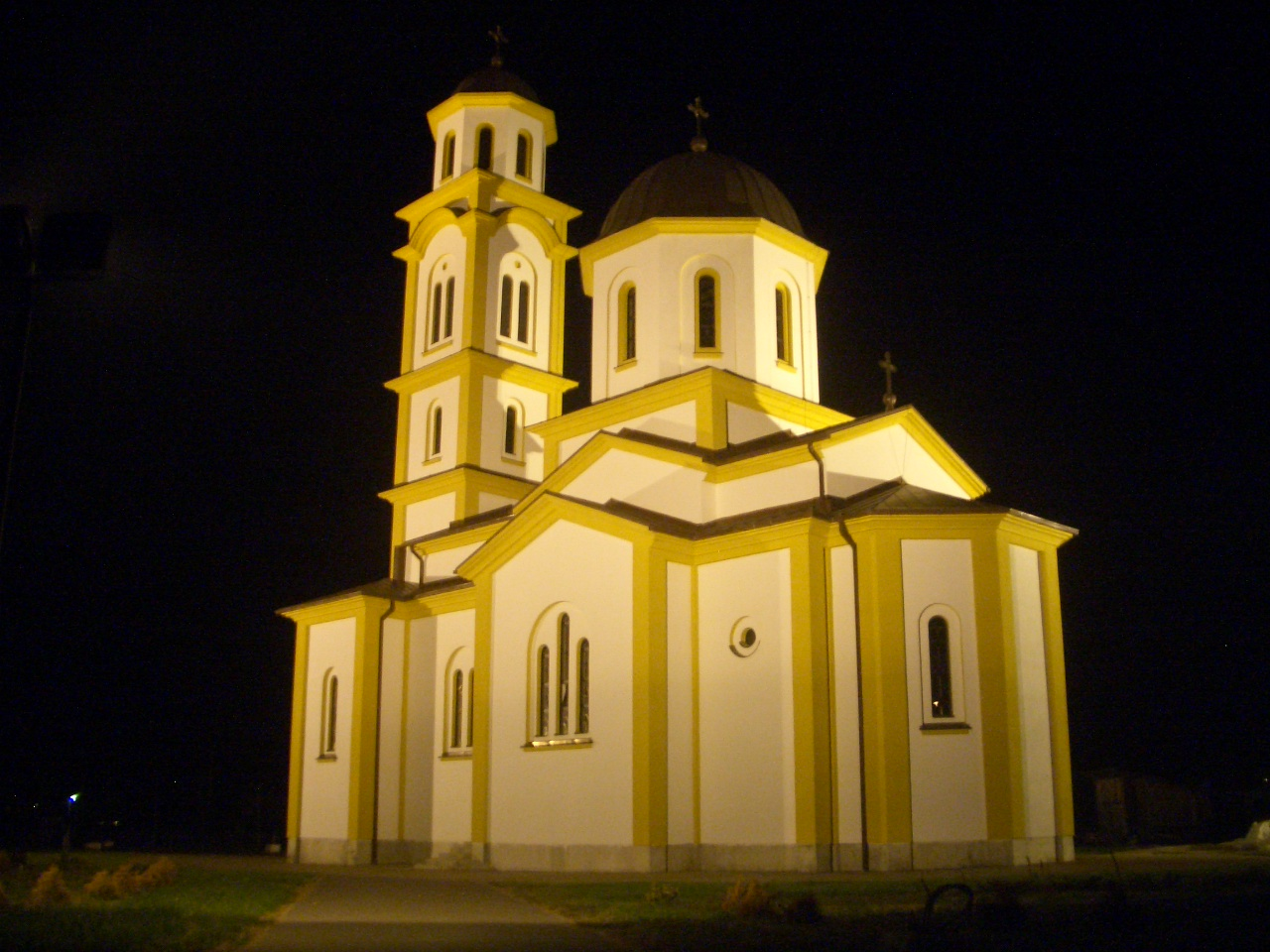
Biserica Sf. Țar Lazăr
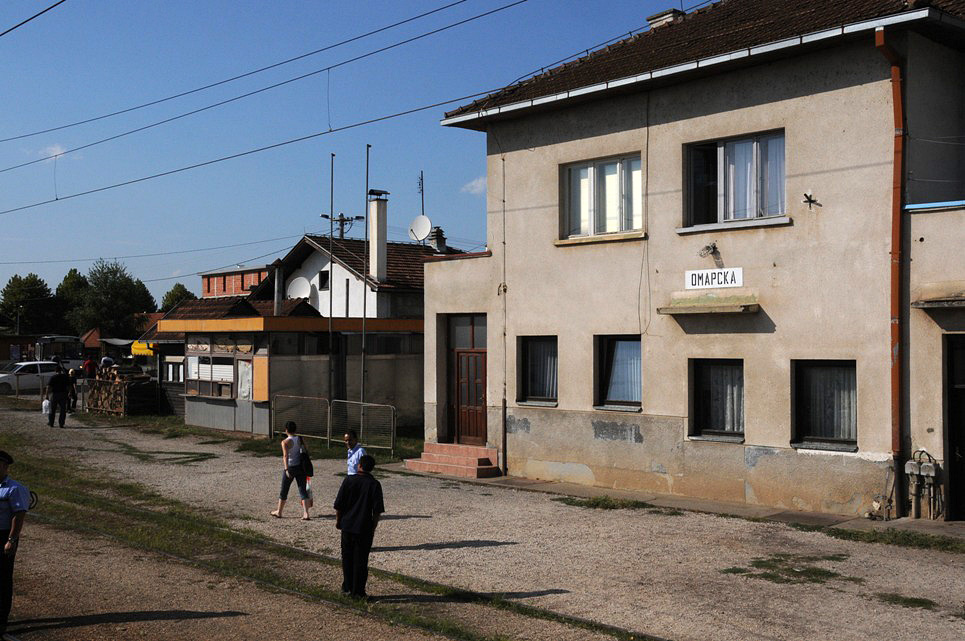
Gară feroviară